# Miklós Lendvai
Miklós Lendvai (7. dubna 1975 Zalaegerszeg – 20. února 2023) byl maďarský fotbalista, záložník. 

## Fotbalová kariéra
V maďarské lize začínal v týmu Zalaegerszegi TE. Dále hrál ve Francii za FC Girondins de Bordeaux, ve Švýcarsku za FC Lugano, v Maďarsku za Ferencvárosi TC, v Belgii za KFC Verbroedering Geel a Beerschot AC, v Maďarsku za Videoton Székesfehérvár, znovu v Belgii za R. Charleroi SC a na Kypru za Aris Limassol, Kariéru končil v Maďarsku v Győri ETO FC a Zalaegerszegi TE. V kvalifikaci Evropské liga UEFA nastoupil ve 3 utkáních a dal 1 gól. Za maďarskou reprezentaci nastoupil v letech 1996–2004 ve 23 utkáních a dal 3 góly. Byl členem maďarské reprezentace na LOH 1996, nastoupil ve 3 utkáních.

## Ligová bilance
| Ročník                      | Zápasy | Góly | Klub                     |
| --------------------------- | ------ | ---- | ------------------------ |
| 1. maďarská liga 1991/1992  | 2      | 0    | Zalaegerszegi TE         |
| 2. maďarská liga 1992/1993  | 10     | 0    | Zalaegerszegi TE         |
| 2. maďarská liga 1993/1994  | 30     | 2    | Zalaegerszegi TE         |
| 1. maďarská liga 1994/1995  | 28     | 2    | Zalaegerszegi TE         |
| Ligue 1 1996/1997           | 4      | 0    | FC Girondins de Bordeaux |
| 2. švýcarská liga 1997/1998 | 25     | 0    | FC Lugano                |
| 1. maďarská liga 1998/1999  | 29     | 1    | Ferencvárosi TC          |
| 1. belgická liga 1999/2000  | 30     | 1    | KFC Verbroedering Geel   |
| 1. belgická liga 2000/2001  | 31     | 0    | Beerschot AC             |
| 1. maďarská liga 2000/2001  | 2      | 0    | Videoton Székesfehérvár  |
| 1. belgická liga 2001/2002  | 10     | 0    | R. Charleroi SC          |
| 1. belgická liga 2002/2003  | 5      | 0    | R. Charleroi SC          |
| 1. belgická liga 2003/2004  | 19     | 0    | R. Charleroi SC          |
| 1. kyperská liga 2004/2005  | 19     | 0    | Aris Limassol            |
| 1. maďarská liga 2004/2005  | 13     | 0    | Győri ETO FC             |
| 1. maďarská liga 2005/2006  | 13     | 0    | Győri ETO FC             |
| 1. maďarská liga 2005/2006  | 13     | 0    | Zalaegerszegi TE         |
| 1. maďarská liga 2006/2007  | 7      | 0    | Zalaegerszegi TE         |
| CELKEM 1. maďarská liga     | 262    | 38   |                          |
| CELKEM Řecká Superliga      | 13     | 0    |                          |